# 血夜花
《血夜花》是一部1978年的臺灣恐怖片，由姚鳳磐導演，王釧如、李湘以及岳陽領銜主演，其故事靈感源自1967年發生於臺北市萬華區的「七彩藝苑命案」。為了怕惹上官司，姚鳳磐對劇情作了大幅改動，時空背景也挪移至日治時期。
該片經常和同由王釧如主演的《殘月陰風吹古樓》混淆，幾乎所有網路上的資料在介紹《血》片的故事內容時，給出的卻是《殘》片的劇情；而在介紹《殘》片時，給出的又是《血》片的劇情，例如豆瓣就是如此。

## 劇情
阿吉與阿雄在趕夜路途中進入一間餐館用餐，阿吉詢問老闆娘有無工作機會，得到否定回答後失望離開。二人於途中遇到一名神祕女子，稱她可帶他們去找工作。兩人跟着女子進入一間藝舍，主人是瘸腿的林老闆。回答過問題後，林老闆留用阿吉，叫他搬兩個塑偶模特到地下室，並交代以後不准獨自去地下室。隔天一早林老闆帶阿吉去採貨，臨走前又吩咐蔡秋容別去地下室。藝舍怪事連連，秋容在雨夜看見窗外有一個撐油紙傘的女人和一個戴斗笠的男人站在門口，晃眼卻又消失不見。但屋內留下一道水漬，直通地下室而去。原來林老闆本有一妻名叫金枝，她和在藝舍工作的學徒阿健擧止親密。一次金枝餵食臥病的阿健，令林老闆醋意大發而將她殺害，隨後阿健也慘遭毒手。最後，阿吉、阿雄、秋容和阿健的母親陳玉妹在地下室的一扇密門裡發現金枝和阿健的屍體。林老闆手持尖刀想要殺人滅口，卻被阿健與金枝的鬼魂糾纏不已，最後奔出戶外，死於天打雷劈。

## 外部連結
- 香港影庫上《血夜花》的資料（繁體中文）
- 互联网电影数据库（IMDb）上《血夜花》的资料（英文）